# 'т-Гой
'т-Гой (нід. 't Goy) — село в нідерландській провінції Утрехт. Входить до муніципалітету Гаутен.
Його площа становить 6,63 км², а населення станом на 2021 рік складало 535 осіб.
Перша згадка про населений пункт датується 10-им сторіччям.

## Галерея

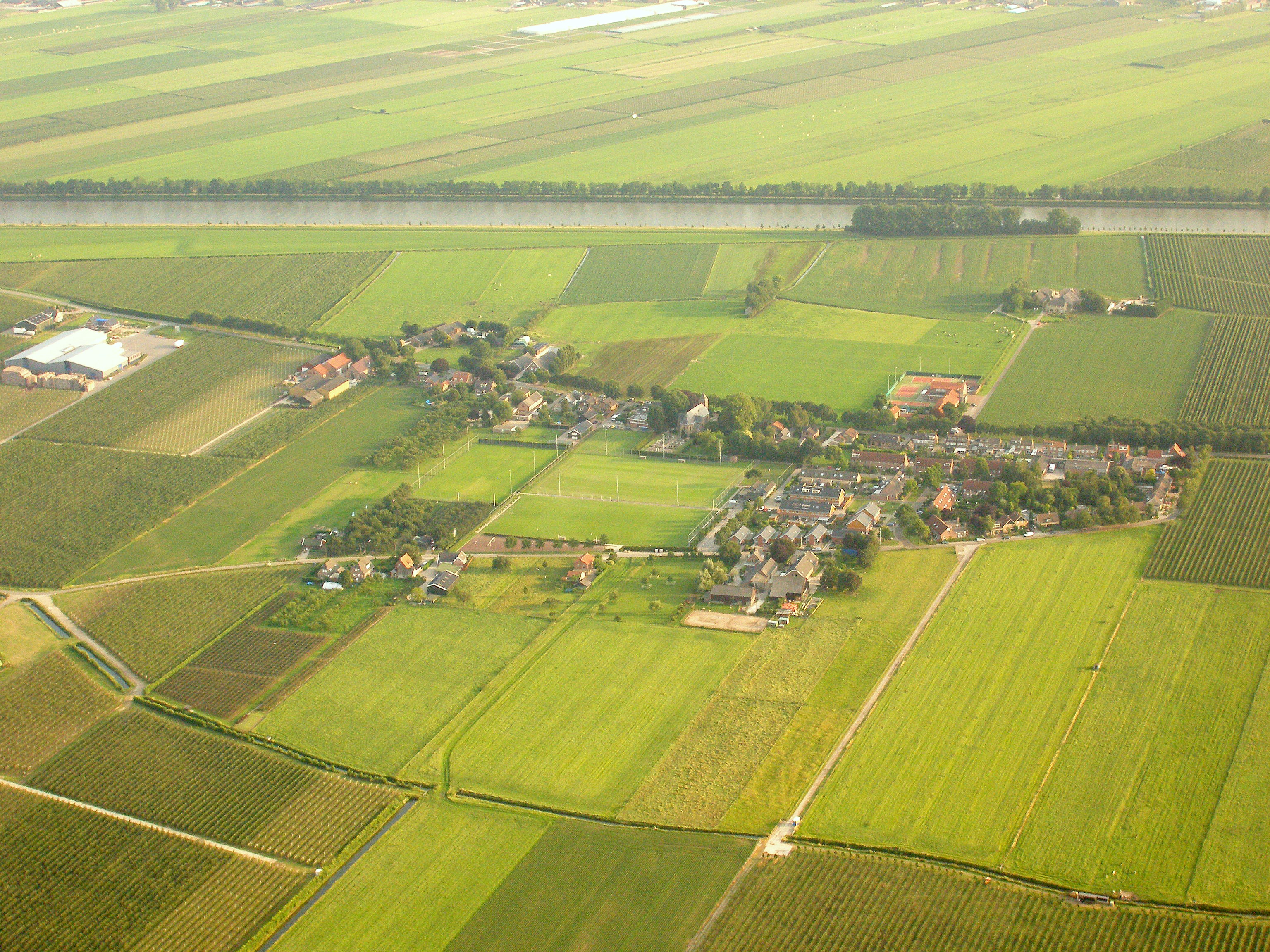
Вид згори
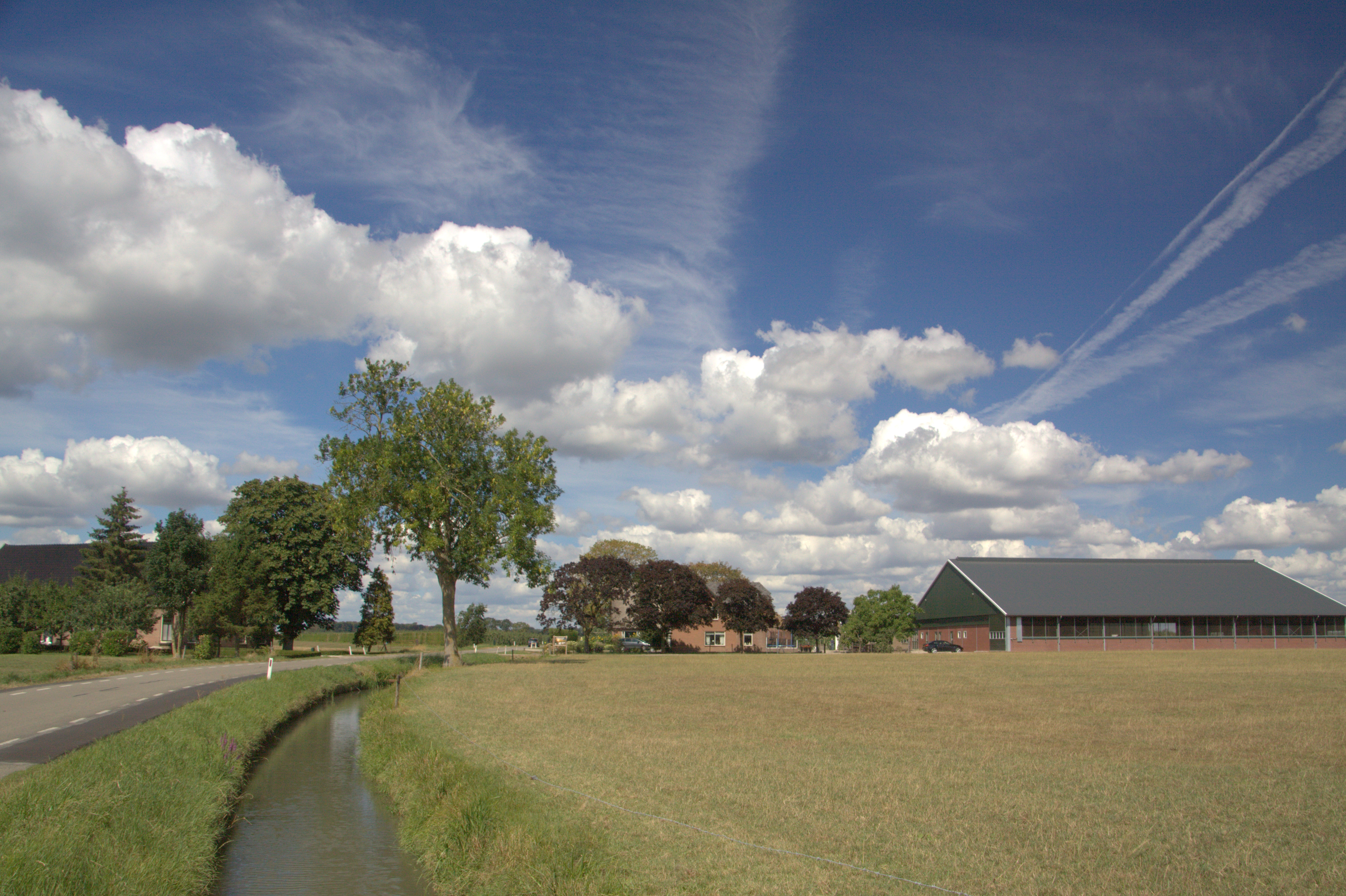
Панорама села
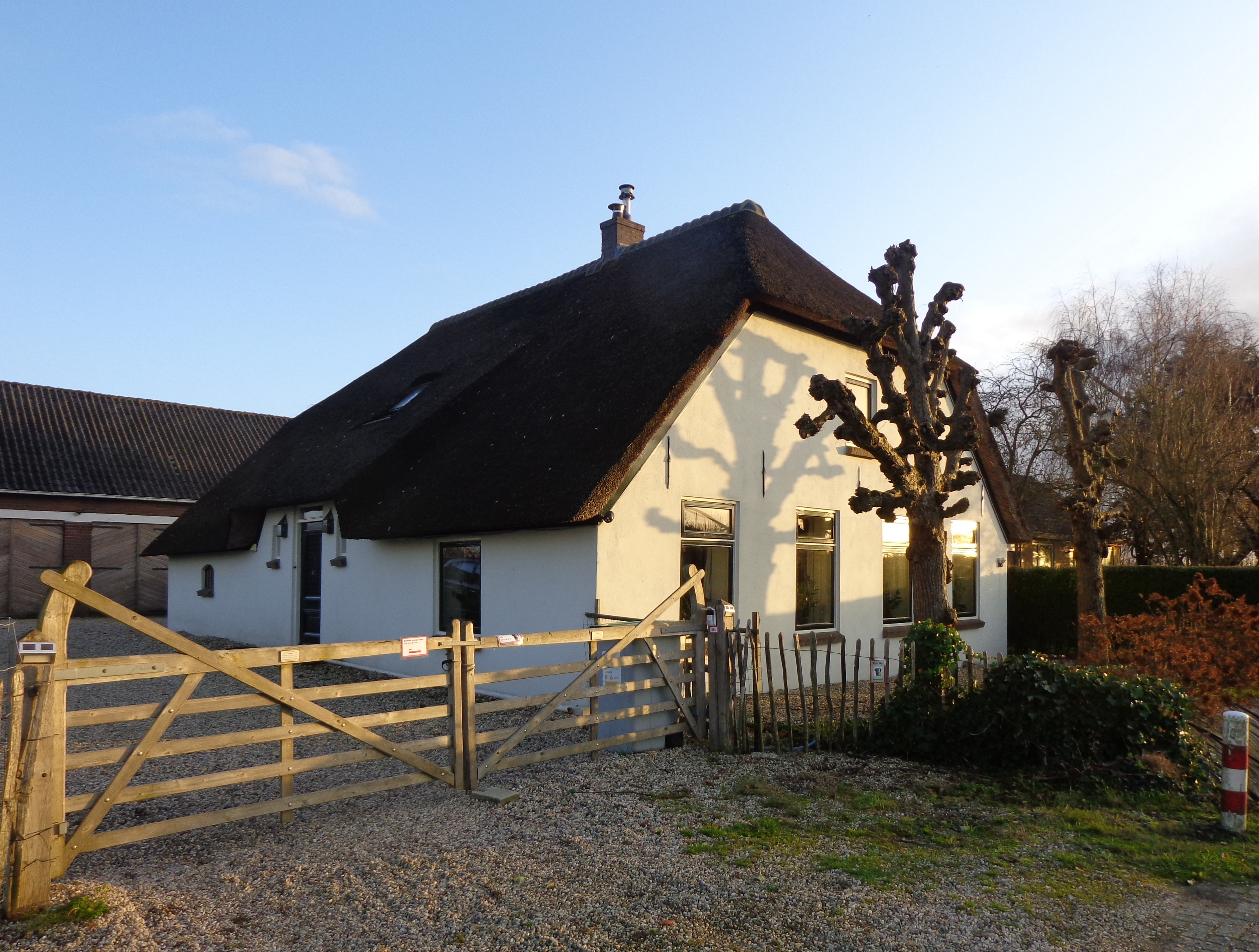
Ферма
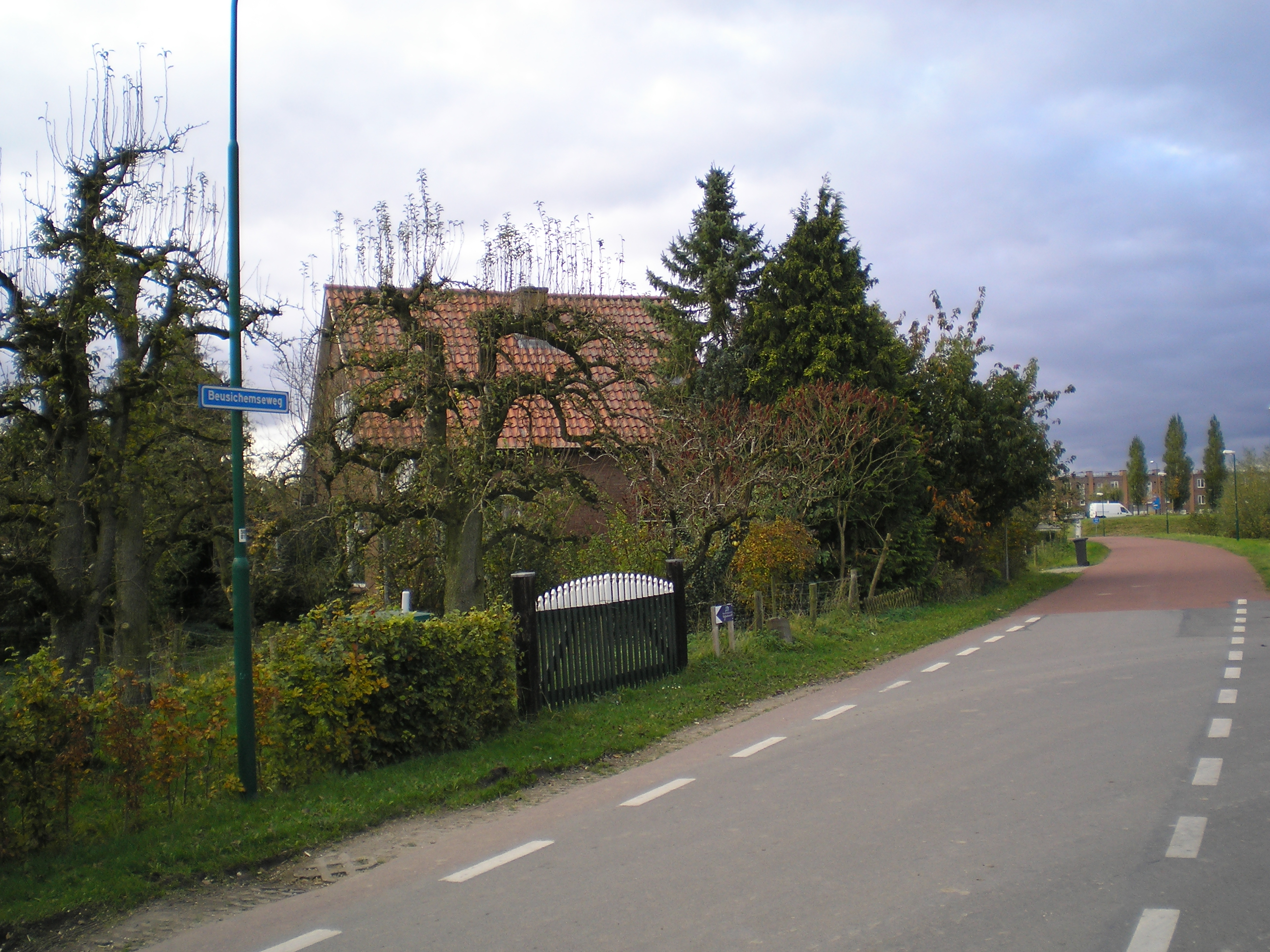
Сільська вулиця